# 鍾鼎邦事件
鍾鼎邦事件是指中華民國國民鍾鼎邦（Bruce CHUNG Ting-pang）在中国大陆探親期間遭拘押近兩個月的事件。鍾鼎邦，國立交通大學控制工程研究所校友，臺灣新竹智研科技有限公司創辦人兼經理，自2001年開始修煉法輪功。時年53歲的鍾鼎邦於2012年6月中赴其父籍貫地江西省時遭中華人民共和國政府官方關押，直至8月11日始重獲自由返回臺灣。被國際特赦組織總部確認為良心犯列為全球緊急營救（urgent action）對象之一。該事件引發國際人權團體的廣泛關注，透過BBC等國際媒體報導後，成為國際矚目的人權事件，並被列入「2012年美國國會人權報告」。
鍾鼎邦家人以各種方式呼籲國內外各界協助，台灣民間逾十萬人連署營救，包括數十個民間團體、台灣團結聯盟主席黃昆輝、民主進步黨主席蘇貞昌、前主席蔡英文、歐洲議會副議長、多位美國國會議員等人，陸續呼籲馬英九總統公開表態要中共當局無罪釋放，也呼籲北京當局胡錦濤、溫家寶即刻「無條件釋放」。第八次江陳會期間，馬英九總統於8月9日透過發言人范姜泰基具體公開表態「行政部門協助之外，並要求隨時回報進展，一定要積極爭取，絕不能絲毫鬆懈，讓鍾能早日獲釋、回到台灣。」。
鍾鼎邦返台後，鍾家召開記者會，感謝政府與各界救援法輪功學員鍾鼎邦。鍾表示被關押期間，一度絕食抗議，受到極大精神壓力，被迫寫下所謂的「悔過認罪書」、「筆錄」，因身不由己乃編造給中共當局。他確實在2003年到2006年間郵寄廣播插播器材給大陸法輪功學員，以協助插播法輪功「真相」影片，他認為這是「正義行為」。他希望台灣政府能建立起保障民眾赴大陸人身安全的有效機制。鍾鼎邦獲釋後，受美方邀請於2012年12月前往美國國會聽證會作證，說明在中國期間的遭遇，並呼籲美國關注，因為中共當局對法輪功的迫害已擴大到國際之間。
2023年有媒體評論，鍾鼎邦事件是非常典型的「人質外交」，當時除了法輪功學員的強烈抗議，台灣人權促進會等30多個民間團體更罕見的聯手營救，並引發國際的廣泛關注。至今為止，鍾鼎邦可謂是營救最順利、被關押時間最短的，也是很少數能「一路強硬，可以挫敗中共」的案例。

## 經過

### 遭拘留
鍾鼎邦為完成已故父親（1949年撤退來台的中華民國國軍老兵）「照顧大陸親人」的遺願，長期資助大陸親屬，並受邀於2012年6月15日前往江西省探親，18日返台時，在贛州市贛州黃金機場遭該市國家安全局以「協助調查法輪功」為理由非法拘禁，並且沒有律師陪同、無法與外界聯繫、家屬亦無從得知其所在，下落及處境不明。9天後被指涉及「危害國家安全」、「公共安全罪」而遭監視住居。家屬及外界質疑非法取供、羅織罪名，中華民國行政院大陸委員會則要求中华人民共和国政府「踐行正當法律程序」。

### 適法性

#### 中华人民共和国官方說法
- 中华人民共和国官方媒體新華社6月26日發佈消息，指鍾2003年以來在台灣「通過大陸居民搜集若干份機密文件」、「向大陸郵寄廣播電視插播器材」，涉及「危害國家安全、危害公共安全」的罪名[24]。中国官方媒体说，他被指控提供器材，唆使大陆居民从事破坏广电设施的活动，伙同他人多次利用专业设备攻击干扰转播大陆电视节目的卫星信号。在2006年6月23日至30日，鑫诺卫星一号曾遭到法轮功组织攻击而一度瘫痪，令很多在农村直接收看卫星转播电视的民众看到法轮功节目。
- 中共官方新華社8月5日發稿「鍾鼎邦認罪、悔罪態度較好，盼依法寬大處理」[25]。

#### 家屬回應
鍾家家屬不清楚是否有此事，因為鍾鼎邦是非常低調的人。女兒鍾愛說，鍾鼎邦是台灣人，如果以這個理由被捕，那台灣批評中国共产党的人都要被逮捕嗎？她並表示無論父親在台灣做了什麼，那也應該是由台灣來司法管轄。鍾鼎邦在新竹與朋友合作開設公司，是台灣法輪功學員，鍾愛說，父親已經9年沒有到大陸，而且公司業務沒有與大陸往來，也不是外界所稱的台商。鍾鼎邦的妹妹鍾曉青認為：「新華社發布的新聞從頭到尾都沒有提到『法輪功』3個字，因為一提就會讓外界知道中國大陸又在迫害法輪功學員，等於自打嘴巴。」家屬要求「在顧及兩岸關係的前提下盡快釋放鍾鼎邦」
鍾家家屬亦表示強烈不滿，擔憂「屈打成招」，並發表 六點聲明，強調鍾是「良心犯」，在中国國安局控制下並無自由意志，「沒有所謂認罪、悔罪」問題、「插播無罪」。

#### 台灣法輪大法學會聲明
台灣法輪大法學會則於6月28日發表鄭重聲明，譴責中国大陆方面羅織罪名，並表示不知道鍾鼎邦是否有插播行為，但強調「電視插播真相」是突破中國新聞封鎖的英雄義舉，以「司馬光打破水缸救人」故事譬喻：司馬光打破水缸救人，我們是要讚揚他救人？還是要責備他打破水缸？

#### 法律觀點
美國國會聯邦眾議員暨外交委員會人權小組主席克里斯·史密斯認為真相插播符合聯合國《世界人權宣言》，大陸委員會前主委及前駐美代表吳釗燮則認為「中國政府要控制所有資訊，不讓資訊流通，這對中國人民來講，是不公平的事情。」
中國北京知名維權律師謝燕益、金光鴻律師、董前勇律師、蘭志學律師，以及台灣暨美國律師童文薰皆不認為成罪。主要立論是，中國憲法保障結社、出版、言論自由，但在中国大陆一黨專政體制、中国大陆官方對法輪功大規模的長年迫害及宣傳中，法輪功修煉者不得已採取「電視插播」是行使基本人權、捍衛中國人民的知情權，法律上性質為「緊急救難」行為，重點在於內容是傳播真相，例如澄清「天安門自焚案」等，而非暴力、色情內容。

## 鍾鼎邦的處境
立法院內政委員會2012年6月4日決議，要求台灣政府在進行「兩岸投資保障協議」談判時，必須納入「三權」以保障人身安全，包括「偵訊時律師在場權」、「家屬探視權」、「台灣經貿代表探視權」，台北律師公會理事長、立法委員尤美女認為，鍾案突顯了台灣人在中國大陸的人身安全十分不受保障。

### 中华人民共和国官方說法
中华人民共和国官方新華社6月26日首度證實鍾鼎邦在國安局，6月18日被「口頭傳喚」，報導還說：「江西國家安全機關在辦理鍾案過程中，嚴格依法辦事，保障了鍾本人各項合法權益。」
新華社8月5日發稿表示，江西省国家安全厅先後於7月5日同意鍾鼎邦在台家屬前來探視，7月11日安排鍾鼎邦與他委託的（大陸）律師會面，7月26日再次允許鍾鼎邦與他的配偶通話。

### 台灣官方、家屬及營救大隊
台灣政府大陸委員會公開要求中华人民共和国政府「踐行正當法律程序」，並表示經由台灣政府持續協調，大陸主管機關因此同意家屬探視等。
針對新華社8月5日說法，營救鍾鼎邦行動大隊聲明指出「中國雖號稱同意家屬探視，卻沒有提供安全保障；號稱同意與家屬通電話，卻沒有保障通話之自由意志。」
鍾家家屬表示，期間鍾僅兩次與外界聯繫，鍾可能面臨非法逼供危險：非法綁架第2天，大陸家屬短暫見面、台灣妻子通一次電話。抓捕後第24天，大陸律師見一次面，表示鍾的精神狀態很不好。隨即，大陸律師遭到中国大陆政府約談「喝茶」台灣家屬原計畫探視，但因台灣並無官方代表陪同，家屬擔心人身安全而延後。逮捕鍾鼎邦的，並非公安警察，而是610辦公室及贛州市國家安全局。

### 獨立性、透明性遭質疑的司法體制
大陸維權律師經常因為協助弱勢群體維權訴訟，遭政府警告、處分而律師資格、人身安全遭威脅，著名人權律師高智晟說「中國每年被投入監獄的律師是很多的。 」，香港民間因此特別成立了中國維權律師關注組。
近期中國敏感涉外案件比較：
- 法籍建築師赴北京配合薄熙來案調查：法國外交人士說[37]，德維萊爾目前的處境使法國政府感到擔心，因為法國認為中國沒有獨立的司法體系。 而且過去長期的記錄顯示，中國有關方面在處理一些政治敏感案件時，使用逼供手段。

### 法輪功學員在中國可能面臨酷刑
根據聯合國歷年人權報告、美國國務院各國人權報告及其他人權組織證實，法輪功修煉者在中國大陸遭到嚴重鎮壓與迫害，包括經濟上、名譽上、肉體酷刑、性侵害折磨、被迫注射精神藥物等。美國國務院「2011各國人權報告」中，首度列入中國法輪功修煉者、異議人士遭活摘器官情事。
美國國務院主管民主、人權與勞工事務的助理國務卿迈克尔·波斯纳在人權報告記者會上就中國大陸所謂「政治犯」名詞時說：有一些人被判刑，是人為編造和虛構出來的，而不是真正的犯罪指控。中國有非常多的人士因表達宗教或政治言論而入獄等等。波斯納特別提到中國北京著名人權律師高智晟，高律師為法輪功學員和基督教徒抗爭的，「高智晟目前依然被關押在監獄，和外界失去聯繫。」

### 第三方觀點
國際特赦組織全球營救行動說明：「（鍾）行蹤不明，並有遭到酷刑與其他虐待之虞。」
歐洲議會副議長麥克-米蘭．史考特（Edward McMillan-Scott）致信馬英九，信中強調，就他親身了解，遭囚禁的法輪功學員面臨很大的酷刑風險，極度令人擔憂。

## 臺灣各界救援

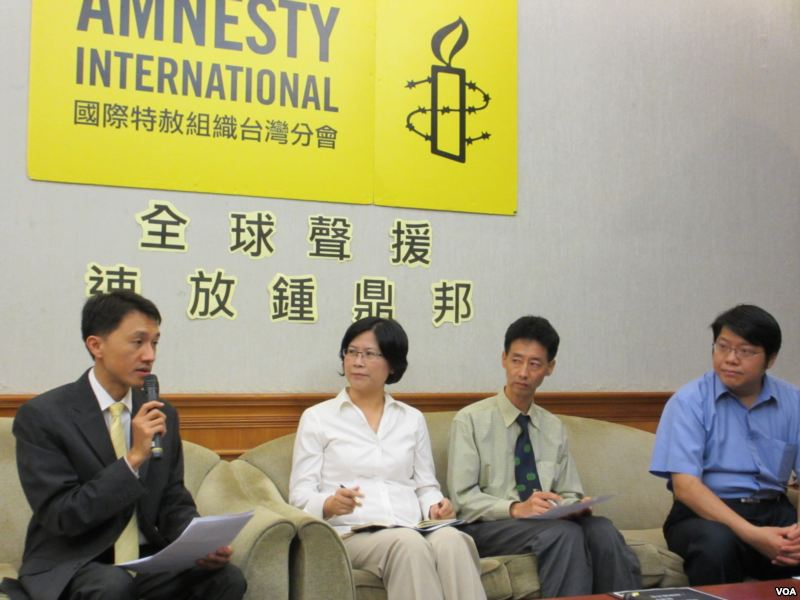
大赦国际声援钟鼎邦

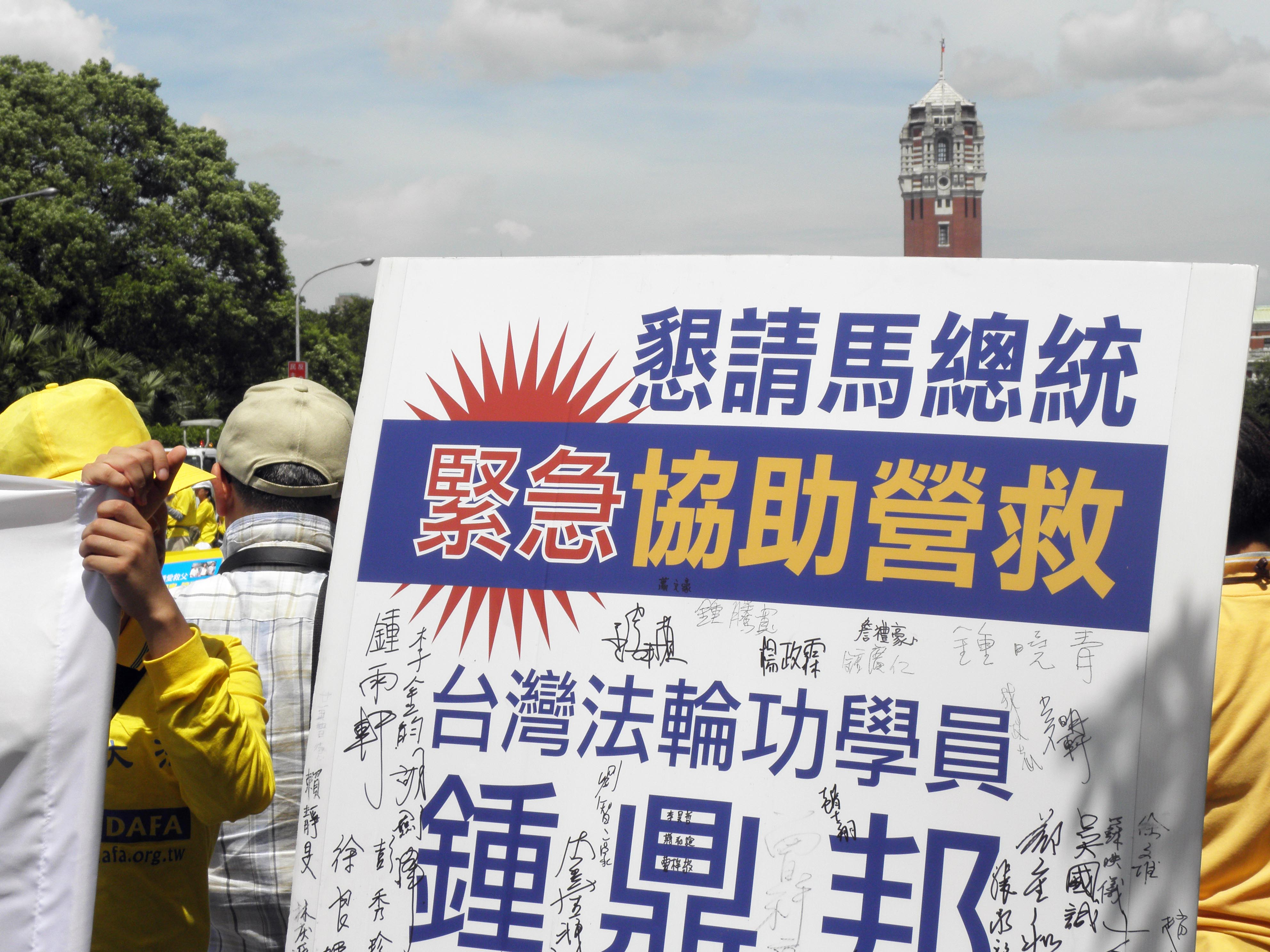
台湾法轮功在总统府前集会要求救援钟鼎邦

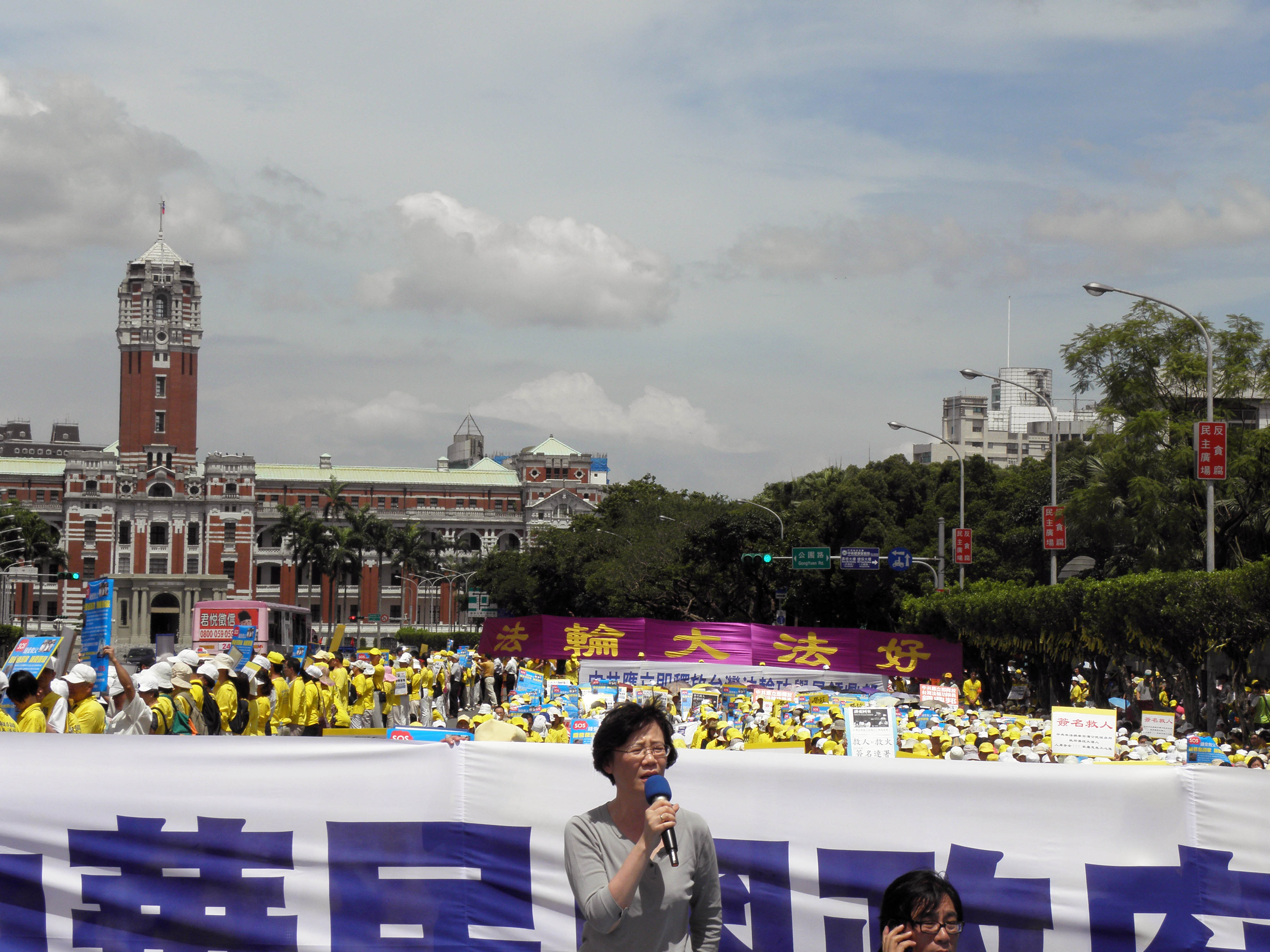
救援钟鼎邦集会

### 家屬與民間救援
鍾鼎邦剛從國立台灣大學畢業的女兒鍾愛透過Facebook（臉書）、國會記者會（民進黨立委鄭麗君、尤美女；國民黨立委徐欣瑩）、街頭徵簽，向台灣政府、馬英九總統、公眾請求聲援，截至7月23日至少有十萬人簽名送交中華民國總統府，國際特赦組織倫敦總部亦向150個會員國分會發佈「全球緊急營救行動」。

#### 營救鍾鼎邦行動大隊
- 在台灣政府，在兩岸第八次江陳會預計召開的9天前，台灣人權促進會等三十多個著名的民間團體發起組成，7月31日召開成立行動大隊記者會，主要訴求為「鍾鼎邦沒回家，陳雲林不用來」，要求中国大陆「無罪、無條件釋放鍾鼎邦」，呼籲馬英九為民發聲。報導指，這是兩岸共七次江陳會以來，台灣民間團體最大規模的人權活動。[44][45]
- 台灣人權促進會會長賴中強說：「鍾鼎邦9年前去過大陸之後，今年才再去第3天就被拘捕，但在大陸才探親2天，到底要如何危害國家安全，這完全是政治迫害案件，我們要求中国大陆立即無罪釋放鍾鼎邦。中国國安任意侵犯人權，沒有任何人會相信投保協議 能保障台灣人的人身自由安全。」[46]
- 行動大隊名單：包括40多個民間團體、至少4位 總統府及行政院人權諮詢專家學者。

| 團體                 |                        |                  |                        |                          |                              |                  |                      |                  |                  |
| -------------------- | ---------------------- | ---------------- | ---------------------- | ------------------------ | ---------------------------- | ---------------- | -------------------- | ---------------- | ---------------- |
| 台灣人權促進會       | 國際特赦組織台灣分會   | 司法改革基金會   | 台灣投資中國受害者協會 | 婦女新知基金會           | 主婦聯盟環境保護基金會       | 公民監督國會聯盟 | 台灣醫社             | 綠色消費者基金會 | 綠色公民行動聯盟 |
| 台灣關懷中國人權聯盟 | 看守台灣協會           | 廢死聯盟         | 華人民主書院           | 台灣民間真相與和解促進會 | 台灣基督長老教會與社會委員會 | 台灣母語聯盟     | 貓頭鷹親子教育基金會 | 示例             | 綠色主張工作室   |
| 台灣教授協會         | 台灣勞工陣線           | 人本教育基金會   | 圖博之友會             | 青平台                   | 陳文成基金會                 | 鄭南榕基金會     | 北社                 | 南社             | 台灣社           |
| 社區大學全國促進會   | 台灣小留學生家長協進會 | 蠻野心足生態協會 | 高雄市社區大學促進會   |                          |                              |                  |                      |                  |                  |

| 個人       | 職銜                                                     | 個人       | 職銜                                       |
| ---------- | -------------------------------------------------------- | ---------- | ------------------------------------------ |
| 張玨       | 總統府人權諮詢委員會委員、台大健康政策與管理研究所副教授 | 黃默       | 台灣人權學刊主編、總統府人權諮詢委員會委員 |
| 釋昭慧法師 | 玄奘大學文理學院教授兼院長                               | 蘇友辰律師 | 中華人權協會，行政院人權保障推動小組委員   |
| 廖元豪     | 政大法學院副教授、總統府人權諮詢委員會委員               |            |                                            |

#### 總統府前凱道營救活動
民間團體，在總統府前凱達格蘭大道已舉辦兩次營救活動：
- 一次，7月23日，法輪功團體主辦，約三千名法輪功學員在 總統府前凱達格蘭大道集會聲援[47]。鍾家家屬第二度進入總統府陳情。
- 二次，8月7日，江陳會前夕，民間團體代表輪流接力自囚於籠、街頭連署、繫黃絲帶、音樂晚會。鍾家家屬第三度進入總統府陳情。

#### 台灣政府人權諮詢專家觀點
總統府人權諮詢委員會委員黃默認為，本案對中國推動法治的訴求帶來非常大的傷害，大隊訴求非常明確，既是為了中華民國公民，也是為了台商、宗教自由，與中國法治的建立。
行政院人權保障推動小組蘇友辰律師：「綁架鍾鼎邦一人，就是綁架我們兩千三百萬人民未來的安全」，傷害台灣人民感情，呼籲立法院一致決議要求中国大陆儘速釋放鍾鼎邦。
曾經和馬英九在「治國週記」就人權議題對話，中央研究院法律學研究所副研究員廖福特認為，鍾案是典型政治迫害案件，呼籲立法院、政府一起「不只是救援鍾鼎邦，而是救援我們堅持人權民主價值。」

### 台灣政府作為
海基會：鍾鼎邦6月18日週一遭中国國安帶走，19日台灣海基會接獲家屬報案協尋，並發函海協會。21日週四，海基會詢問警政署刑事警察局查證鍾鼎邦下落，但刑警局回復沒收到對岸的羈押通報。6月22日，國會記者會，立法委員抨擊政府消極不作為，海基會再度請刑警局協處找人，23日獲悉鍾鼎邦人在贛州國安局。
法務部：部長曾勇夫公開坦承：「當然開始的時候，他（中方通報）有點屬於被動式的，我們問了他才跟我講。」亦即，中国大陆方面未依《兩岸司法互助協議》在24小時內通報台灣政府，在台灣政府兩度協處找人、國會記者會抨擊政府後，遲了五天才通報。而在秘密逮捕9天後，26日，中华人民共和国公安部只告知台灣法務部，鍾鼎邦涉及違反的法律「危害國家安全」，但未詳述案情。法務部內部透露，目前鍾鼎邦仍被所謂的「偵辦中」，中国大陆方面不透露任何案情與進度，台灣方落於等待。
行政院大陸委員會：副主委兼發言人劉德勳表示關切鍾案，強調持續密切溝通，並呼籲大陸官方必須正視並嚴肅面對，尊重人民對于思想、言論自由與基本人權的普世價值，並要求踐行正當法律程序。陸委會表示，經陸方通報，鍾先生目前人身安全無虞。大陸方面主管機關已於6月19日中午安排鍾先生與在大陸地區之親屬見面，並於當日晚間由鍾先生與他的太太以電話聯繫。（家屬表示，但19日後的44天皆全面失聯。）經台灣政府相關機關積極地協處溝通，陸方於7月5日同意鍾先生在台之家屬赴陸探視。（台灣家屬擔憂赴陸人身安全，請求台灣官員陪同，政府拒絕；家屬因此暫緩赴陸。）
中華民國總統府：馬英九總統於8月9日公開表態。在此之前，美國眾議院監察委員會主席、資深國會議員達納·羅拉巴克（Dana Tyrone Rohrabacher）7月10日寫信呼籲馬英九總統「不應該在自己人民被俘時袖手旁觀、無動於衷」後，總統府發言人范姜泰基7月11日首度回應鍾案：「人權是普世價值，也是馬總統長期關心的議題，政府相當關心鍾鼎邦的個案，正由行政單位積極處理中。馬總統一向關心大陸的人權問題，因為除了理念之外，台灣有百萬居民在大陸居住、經商與求學，每年也有超過五百萬人次前往大陸，因此關心中國大陸的人權，也是保障台灣居民的安全。」
7月21日，海基會副秘書長馬紹章在電話中接受媒體採訪，要求記者詢問窗口法務部，但法務部否認 並表示法務部並無「國安」案件窗口。 鑑於此，朱婉琪律師表示，現在是由『總統』層級在直接處理兩岸關係，因此台灣政府應由總統層級指示營救鍾案。
鍾家家屬表示，向台灣政府提出的請求，未獲正面回應。例如：6月27日首度赴總統府陳情，提出三點要求：1、台灣家屬每天和鍾通話；2、以政府層級委任大陸律師，確保鍾鼎邦安全及司法權益；3、協助大陸及台灣親友前往正常探視。陸委會、法務部曾口頭被動表示關切，尚未獲台灣政府任何實質回應及作為。家屬後來請求官方代表陪同赴大陸以保障家屬人身安全，未獲台灣政府回應。
朝野立法委員則對政府態度不解，因為「律師在場權」、「家屬探視權」、「(台灣)代表探視權」早經立法院內政委員會正式決議，要求政府進行兩岸談判時，需納進兩岸人身安全保障機制。
國際媒體駐台記者李志德投書《蘋果日報》，質疑台灣政府未積極交涉，他認為「法國駐中國大使館23日證實，已派官員探望涉嫌薄熙來案的建築師狄維耶（Patrick Devillers）。薄熙來案何等敏感，法國官員尚且可獲得探視權，可見，事涉國安與否不是重點，政府願不願意努力交涉，才是關鍵。 」

### 台灣國會、政黨態度
據營救鍾鼎邦行動大隊表示，國會跨黨派立法委員連署中，呼籲馬英九總統營救，並先公布22位立委參與連署的名單。

#### 中國國民黨
立法委員徐欣瑩陪同鍾鼎邦家屬7月2日在立法院召開「搶救新竹縣民鍾鼎邦」記者會， 她認為「嚴重傷害兩岸互信」，因為大陸官方不當扣留鐘鼎邦在先，對於拘捕原因說詞又反覆不透明。面對列席的陸委會、海基會、法務部及警政署官員，徐直言無法接受政府救援緩慢；因為長達兩星期時間，台灣方面未曾派員探視，鍾在無律師陪同下被控危害國安，她「無法接受中国大陆方面以非常籠統的說詞，羅織國安罪名逮捕鍾鼎邦，要求政府盡全力搶救鍾鼎邦。」
立法委員江啟臣表示「我想的確北京方面應該要顧慮到，台灣人民在這方面的感受，還有人民可能因此而對大陸政府的恐懼。」
立法委員連署（部分已公布者）：陳學聖、蔡錦隆、徐欣瑩。

#### 民主進步黨
民主進步黨中央常務委員會8月8日通過決議，並由主席蘇貞昌向媒體公開說明「嚴正呼籲中國尊重人權、停止迫害法輪功、立即釋放鍾鼎邦。尤其是當國民遇害時，國家領導人應該要有積極作為，嚴正立場，民進黨要求陸委會、海基會在開會之前對國人有明確交代，江丙坤也必須在會前、會中要有代表政府的嚴正立場，任何一個國民受迫害不是個案，從過去累積各種經驗來看，政府都必須要有的立場，民進黨也是本於這樣的態度做出相關的決議。」
主席蘇貞昌8月7日表示，要求中国大陆方面無條件釋放鍾鼎邦，是合理而嚴正的要求，而台灣政府也應向中國大陸提出。
前主席蔡英文8月8日，要求馬英九政府、海基會 在江陳會提出要求「立刻釋放鍾鼎邦」。
民進黨7月23日表示嚴正關切，發言人林俊憲說看不到馬英九政府有積極作為，呼籲政府給國人清楚交代。中國政府如何處理此案，勢必成為國人觀察台商投資保護能否被具體落實的試金石。他說，「如果中國政府沒有辦法對鍾鼎邦事件給個交代，我們強烈質疑未來簽訂的『台商投資保護協定』是不是真的能保護台灣人民在中國經商的人身財產安全？」
立法委員連署：（部分已公布者）林佳龍、李應元、林世嘉、尤美女、田秋堇、陳亭妃。

#### 台灣團結聯盟
台聯黨主席黃昆輝6月22日呼籲台灣政府緊急營救，8月3日表示「鍾鼎邦沒回來，陳雲林不要來」，要求總統馬英九以元首高度，向中国大陆方面要回台灣公民鍾鼎邦。
台聯立法院黨團立場「鍾鼎邦不放，陳雲林不用來」。立法委員林世嘉要求馬總統出面，鼓勵民眾聲援，因為「每個人都可能是鍾鼎邦」。

## 國際社會參與和聲援
陳情營救過程中，台灣政府表示積極協調，家屬則質疑台灣政府營救消極，部分媒體及朝野立委、在野黨也認為台灣政府過於沉默，因此鍾愛向國際求援。

### 國際非政府組織
國際特赦組織倫敦總部，向150個會員國分會發佈「全球緊急營救行動」。董事會成員包括東亞研究專家林培瑞的美國人權法律協會（Human Rights Law Foundation）發表專文呼籲中國大陸釋放臺灣公民鍾鼎邦。

### 美國政府
鍾愛復於7月12日親赴美國首都華盛頓，密集拜會美國國務院宗教自由辦公室、國會眾議院外交委員會主席主席羅斯雷提能（Ileana Ros-Lehtinen）辦公室、聯邦參眾議員、國際人權組織等，並接受華府媒體專訪，尋求擴大營救力道。
美國國會台灣連線共同創立人、資深眾議員達納·羅拉巴克7月10日親函馬英九，要求他和台灣政府要強烈抗議台灣公民鍾鼎邦遭中國無端綁架，台灣不應該在自己人民被俘時袖手旁觀、沉默以對。
聯邦眾議員暨外交委員會資深委員埃德·羅伊斯7月23日為營救鍾鼎邦致信臺灣駐美代表袁健生，敦促臺灣政府密切關注鍾鼎邦的人身安危。信中說：「我知道駐美國臺北經濟文化代表處最近面見了鐘鼎邦的家人，我也已經見過他們。我支持您繼續努力保證鍾先生獲得人道待遇。如果您收到任何有關鍾先生情況的信息，請與我分享，我將不勝感激。」
美國國會眾議院外交委員會7月25日中國人權聽證會，鍾鼎邦亦成為焦點之一。

### 歐洲議會
歐洲議會副議長愛德華-麥克米蘭·史考特（Edward McMillan-Scott）7月26日致函馬英九總統，「盡一切努力來確保鍾鼎邦獲有律師保護，除非他觸犯任何國際法的規定，應確保他獲得釋放，並且應尋求中國大陸保證在鍾鼎邦被拘留期間不會遭到酷刑或不人道待遇。」他說「我寫信來是為了請你關注從6月18日起被中國大陸拘留的一位你的公民鍾鼎邦先生。」「我極度擔心鍾鼎邦的安危，尤其中國大陸直到現在還拒絕要求釋放鍾鼎邦的國際呼籲，也沒有澄清對他的指控。」史考特呼籲馬英九「將國際社會要求釋放鍾鼎邦的呼聲加入台灣政府對中國大陸的訴求中，將有助於強化台歐雙方共同的價值，再次展現歐洲及台灣間的強大連繫。」史考特鼓勵馬英九「繼續支持法輪功學員的人權。」

### 香港立法會
泛民主派的香港立法會議員梁耀忠、陳偉業、梁國雄等均公開呼籲臺灣政府及國際社會應積極營救鍾鼎邦。

## 返回臺灣
8月7日，鍾家家屬、營救大隊在總統府前凱達格蘭大道進行10小時全日營救活動；民主進步黨主席蘇貞昌、蔡英文、中常會決議 陸續表態要求「無條件釋放」；8月8日父親節，陳雲林抵達台灣；在這一關鍵日，發生一爭議事件。

### 立委攜帶鍾妻赴大陸引爭議
- 台灣國民黨籍立法委員蔡正元8月8日表示，「應鍾妻李雅敏要求」在7日秘密帶李雅敏出發前往中國江西省南昌探視鍾鼎邦，並呼籲兩岸冷靜處理。[70]。
- 蔡正元被指擅自以鍾妻李雅敏和女兒鍾愛名義發表「鍾家聲明」，指正在大陸，鍾家人目前「不便參與任何活動，也不便發表任何談話。｣但當事人鍾愛私下透露，7日蔡正元委員辦公室「強迫」她發表「鍾家聲明」，鍾愛並不認同相關內容，拒絕發表；但8日上午蔡委員辦公室仍以鍾愛名義對外發表。
- 蔡正元稍晚表示，鍾家夫妻已單獨會面約80分鐘，中國大陸會儘速處理鍾案。
- 台聯黨主席黃昆輝9日表示，蔡正元個人行動並非正當做法，鍾案營救應由政府出面，而不是憑個人關係解決問題，「這樣政府還存在嗎？」[71]

### 鍾家家屬驚愕抗議
- 鍾家台灣家屬表示，蔡正元相關舉動令家屬不諒解，發表三點聲明，堅持要求「無罪釋放」。鍾母、鍾的弟弟妹妹等家人表示，7日晚間在總統府前聲援晚會，才突然獲悉此事，事前全未獲悉、亦未獲徵詢。
- 聲明中，要求蔡對李雅敏在大陸的人身安危負責，呼籲各界持續向馬英九要求緊急救援，不接受中国大陆方面任何直接間接的威脅，非經鍾家全家人同意，蔡正元不得代表鍾家人同意中国大陆任何單位所提出條件或要求。[72]
- 鍾愛、鍾奶奶等其他鍾家家屬，9日仍參與向陳雲林抗議活動，要求「無罪釋放」。

### 陸委會臨時記者會
- 陸委會8月8日緊急召開臨時記者會，主委賴幸媛表示[73]，在政府積極協處下，鍾案將有正面發展。
- 不過，她極力撇清蔡正元 個人行動與政府的關聯[74][75]。她說「行政部門做的，就是透過行政部門機制在處理的，國會的部分，不是我們行政部門要去處理的。」
- 然而，由於賴幸媛仍迴避 釋放時間表、政府表態、無罪訴求，引此媒體質疑—陸委會臨時記者會是否替江陳會消音，或是模糊家屬「無罪釋放」的訴求。

### 營救大隊：反對掮客，訴求制度保障
- 堅持「無罪釋放」、訴求「政府建立制度」，於8日夜間發表聲明[76]：
- 指蔡正元「以私人身分取代公務員職責（家屬一直希望由正式官員陪同），是不公開、不透明的『兩岸掮客模式』，可能帶來更多傷害 。」
- 並指政府陸委會在民間強大的壓力下才改變態度，但仍無法獲得所有家屬首肯，無法改變人民因為政府長期不發聲所產生的疑慮。
- 訴求建立制度，認為政府目前處理方式是以「個案及私下方式」處理，台灣政府與中國應建立「制度性的人身保障措施與救濟程序」，才能有效保障國人權益。

## 影響

### 兩岸關係
鍾鼎邦被拘事件涉及台灣人在中國大陸之基本人權、法輪功人權、中華人民共和國刑事訴訟法第73條及83條修正案「強迫失蹤合法化」，不僅引台灣民眾的高度疑慮，也被認為衝擊兩岸互信。台灣政府前行政院大陸委員會主委、前駐美代表吳釗燮則認為：鍾鼎邦在沒有律師、家屬聯繫的情況下，被中共當局羅織罪名入罪，不僅打擊台灣政府保障公民的能力，也重傷兩岸關係。

### 兩岸投資保障協議效用遭質疑
- 尤其正值兩岸接續談判「兩岸投資保障協議」前（預計2012年8月8日第八次江陳會談），兩岸 就「台灣人人身安全無例外24小時通報機制」、「律師在場權」等尚未達成共識，鍾鼎邦案正好觸及雙方歧異，正是兩岸投保協議、司法互助協議的試金石，對台灣人身安全保障機制有重大影響，因此包括台灣多個人權組織、受迫害台商協會積極營救，並成立「營救鍾鼎邦行動大隊」。
- 民主進步黨籍立委尤美女表示，當兩岸政府正在談投資保障協議時，今天就有一個何其諷刺的活生生案例。立法院內政委員會曾決議，投資保障協議應規範「三權」；如果台灣人民人身自由在當地被拘束時，台灣代表與家屬，應該具有探視權，同時被告也要有律師的在場權利。兩岸已於2009年簽訂「共同打擊犯罪及司法互助協議」，協議規定，若有人身自由遭拘束情事，應「及時」通知對方。而台灣法務部官員曾表示，我方對「及時」的認定就是指24小時間內。[7]
- 民主進步黨7月23日對鍾鼎邦案表示嚴正關切。發言人林俊憲說[57]，保護人民生命財產安全是政府的最基本職責，鍾鼎邦在中國無故被捕失蹤一個多月，看不到馬英九政府有積極作為，呼籲政府負起責任，給國人清楚的交代。尤其8月「江陳會」即將登場，外界關注可能簽訂「台商投資保障協定」，諷刺的是，會談前夕爆發台灣公民鍾鼎邦遭中國政府拘捕失蹤的案子，中國政府如何處理此案，勢必成為國人觀察台商投資保護能否被具體落實的試金石。他說，「如果中國政府沒有辦法對鍾鼎邦事件給個交代，我們強烈質疑未來簽訂的『台商投資保護協定』是不是真的能保護台灣人民在中國經商的人身財產安全？」

### 兩岸司法互助協議無從適用
兩岸間訂有兩岸司法互助協議，彼此有對口單位。朱婉琪律師表示：「從鍾鼎邦事件，台灣政府處理情況顯示，兩岸所謂司法互助協議形同廢紙，尤其在人身安全部分『完全破功』，被中国大陆羅織罪名，24小時內並未通報台灣，而且法務部也沒有大陸對口單位。因為台灣政府法務部告訴鍾鼎邦家人，對口单位只有中共當局『公安』，對中國大陸的中共當局用『國安』羅織所謂的良心犯、政治犯，法務部沒有『國安』對口。」但朱婉琪強調，台灣政府並非不能夠營救，「問題現在是由『總統』層級在直接處理兩岸關係，從6月27日鍾家向總統府陳情以來，相關人士已經三度表示，總統馬英九了解鍾鼎邦案。馬總統必須出面來營救鍾鼎邦。」

### 台灣媒體報導狀況
- 台灣大學新聞研究所教授張錦華表示，少數媒體報導鍾案，但很多媒體因為在中國大陸有利益而未報導。台灣媒體界人士向她透露[80]「只要報導鍾鼎邦是法輪功學員，國台辦就會來電關切，雖然私下覺得鍾案非常重要，仍不敢報導。」她認為從鍾鼎邦事件，看出「台灣的新聞自由，已經全面發出紅色警訊」。

- 鍾鼎邦的女兒鍾愛，也參與連署反對旺旺中時併購中嘉案的學生運動，她認為「自己與父親就是思想控制下的受害者」，呼籲各界不得不謹慎面對此現象。[81]
- 該事件除了法輪功在台媒體、公共媒體公視、壹傳媒在台媒體、自由時報、民視等與中國共產黨立場相左的台灣媒體有較多篇幅報導外，其餘所謂的「親中媒體」如旺中集團、聯合報等皆對鍾鼎邦事件輕描淡寫、甚至縮減報導規模；因此這些在台市占率處於絕對優勢的所謂「親中媒體」難免被譏為遭中共「媒體統戰」。

### 獲釋之後
鍾鼎邦率家人共13人，向聲援他的人士致謝，並由妻子李雅敏宣讀致謝名單，再由女兒鍾愛宣讀感謝辭，一家三口以一鞠躬表達謝意。鍾鼎邦感謝政府，但李雅敏的感謝名單卻漏了政府部門，經媒體詢問下才補謝海基會、法務部與陸委會的協助。
鍾鼎邦獲釋後，受美方邀請於2012年12月前往美國國會聽證會作證，表示其是遭中共鎖定的第17名台灣法輪功成員，說明在大陸期間的遭遇，並呼籲美國更加關注法輪功，因為中共當局對法輪功的迫害已擴大到國際之間；此外，他認為順利獲釋的主因中華民國民眾的聲援，而中華民國政府表現相對被動，且中華民國政府迄今都未回應他及民間組織要求保障臺灣民眾在大陸的人身安全問題

## 大事記
| 救援日計 | 日期      | 大事記 |
| -------- | --------- | --- |
|          | 6/15      | *鍾鼎邦搭乘華航班機CI 601（07:25台北起飛/09:15抵達香港）抵達香港，之後搭車到深圳，再搭乘南航班機CZ 3255班次，從深圳前往贛州（14:10起飛/15:10抵達）。 - - 大陸親友於下午在贛州機場接機。 |
|          | 6/15~6/18 | *與大陸家人團聚。期間參觀蔣經國故居（位於贛州的北宋老城牆下）與家具城等（在南康市）。 |
| 2天      | 6/19      | 台灣家屬向海基會陳情—鍾鼎邦失聯，要求援救鍾。一位大陸親人被安排與鍾短暫會面，並與鍾太太短暫通話，表達被要求「協助調查法輪功」。 |
|          | 6/19~6/21 | *鍾家大陸親戚獲悉，鍾被拘留於江西贛州市某賓館中。 |
| 4天      | 6/21      | *台灣家屬獲悉，海基會致海協會要求協尋鍾之公文回覆（海廉路（文）協字第1010001266號）。 |
| 5天      | 6/22      | 國會立法委員鄭麗君、尤美女陪同家屬三人及台灣法輪大法學會理事長張清溪，於立法院召開「緊急營救台灣法輪功學員鍾鼎邦」記者會。 |
| 6天      | 6/23      | 法務部檢察官確認鍾被拘留於贛州國家安全局，並告知家屬。 - 鍾家大陸親戚亦確認鍾在贛州市章貢區國家安全局內。 |
| 7天      | 6/24      | 鍾女兒鍾愛於臉書上展開呼籲救父公開活動。 |
| 8天      | 6/25      | 總統府電話告知鍾母：相關政府機關正在協調此案。 - 赣州市國家安全局告知 前往抗議的鍾家大陸親戚：鍾鼎邦確實在國安局手上。 - 國際特赦組織台灣分會獲 鍾家家屬陳情資料。 - 鍾兒女之臉書救父活動一天內達四千位網友響應。 |
| 9天      | 6/26      | *鍾鼎邦弟弟鍾廣仁 及人權律師上公共電視《有話好說》節目，談鍾鼎邦被非法拘禁案。 - 鍾兒女之臉書救父活動超過六千位網友響應。 |
| 10天     | 6/27      | 女兒鍾愛、鍾太太、鍾母親赴總統府陳情，並提出三點請求： - - 1.以政府層級委任大陸當地律師，以保障鍾鼎邦人身安全及權益 - 2.台灣家屬每天和鍾通電話 - 3.協助大陸及台灣親友前往正常探視。 |
| 11天     | 6/28      | 鍾家家屬將「致馬總統陳情信」傳送39國駐台大使館及代表處。 - 家屬與海基會聯絡洽辦台胞證，準備前往大陸探視鍾。 國際特赦台灣分會來信，詢問關於有無律師委任、能否探視等相關近況。 |
| 12天     | 6/29-6/30 | 鍾家家屬要求台灣政府法務部協助催促辦理家人台胞證，進一步赴大陸探視。 - 美國人權法律協會 發表專文呼籲各界營救鍾鼎邦。 |
| 15天     | 7/02      | 執政黨立法委員徐欣瑩陪同鍾家家屬，在立法院召開「營救鍾鼎邦，國人赴陸人身安全」記者會。 - 鍾兒女之臉書救父活動超過九千位網友響應。 |
| 18天     | 7/05      | 海基會與海協會溝通後，同意鍾家台灣家屬前往探視；但陸委會旋即公開表示，將不會派員陪同鍾家屬赴陸探視鍾鼎邦。 - 鍾家家屬擔憂赴陸人身安全，不得已暫緩前往，持續要求台灣政府派員陪同。 |
| 19天     | 7/06      | 鍾家台灣家屬，向美國駐中國大使館人權事務官求助。 |
| 21天     | 7/08      | 鍾家台灣家屬，向歐洲議會議員求助。 |
| 23天     | 7/10      | 鍾家大陸親屬，委任大陸律師向赣州市国家安全局申請探視。 鍾家女兒鍾愛發起「全民寫陳情信，懇請馬總統營救父親」。 |
| 24天     | 7/11      | 鍾家大陸親屬委任之大陸律師獲見鍾鼎邦本人，律師表示：鍾應未受肉體上酷刑，但精神狀態不佳，偵查中細節不公開。 大陸律師遭到中国大陆司法部门「喝茶」約談。 鍾愛及姑姑鍾曉青赴美國華盛頓尋求美國政府、美國國會協助營救。 |
| 25天     | 7/12      | 鍾愛在美國華府國會山莊前的法輪功反迫害集會上發言，呼籲美國政府協助營救父親。 |
| 26天     | 7/13      | 國際特赦台灣分會公布倫敦總部發出對鍾鼎邦的緊急救援聲明，啟動全球150個分會營救鍾鼎邦，並在立法院召開記者會向台灣社會公布，鍾鼎邦的胞弟、台灣人權促進會會長賴中強律師、法輪功人權律師朱婉琪共同出席聲援 |
| 30天     | 7/17      | *新竹鄉親聲援鍾鼎邦記者說明會 |
| 36天     | 7/23      | 3000名法輪功學員聚集總統府前凱達格蘭大道，籲馬總統救鍾鼎邦。 十萬民眾連署陳情送入總統府，上千條營救黃絲帶布滿凱道行路樹。 鍾家家屬再次進入總統府，提四具體訴求： 一、要求馬英九總統要求中国大陆無罪釋放鍾鼎邦。 二、立刻要讓台灣家屬與鍾鼎邦通上電話。 三、要求總統府內成立專責營救鍾鼎邦小組，因為總統直接處理兩岸關係，台灣人民被中国大陆以國安罪名處理，已非陸委會、海基會層級能夠解決，總統府人權諮詢委員會委員應參與營救鍾鼎邦機制，並且每天向家屬說明營救進度。 四、要求總統對於政府營救鍾鼎邦的決心，向對岸及台灣民眾公開表態。 |
| 39天     | 7/26      | 總統府書函回覆7/23凱道陳情，將陳情四點訴求，交由行政院秘書長陳士魁辦理。 歐議會副主席愛德華-麥克米蘭·史考特致函馬英九總統呼籲緊急營救鍾鼎邦 |
| 44天     | 7/31      | 「營救鍾鼎邦行動大隊」成立記者會，台灣人權促進會等三十多個著名的民間團體發起組成，主要訴求為「鍾鼎邦沒回家，陳雲林不用來」。 包括總統府人權諮詢委員會委員到場聲援。多位台灣知名人權活動家公開要求中国大陆無罪釋放鍾鼎邦。這是兩岸共七次江陳會以來，台灣民間團體最大規模的人權活動。 |
| 50天     | 8/6       | ，呼籲海基會重視鍾鼎邦案。 鍾家家屬發聲明駁斥新華社「認罪」說法，並擔憂「屈打成招」。 - 中国大陆官方新華社發稿指「鍾鼎邦認罪、悔罪態度較好，盼依法寬大處理」。家屬強烈不滿，發表 六點聲明 （页面存档备份，存于） 駁斥，強調鍾是「良心犯」，在國安局控制下無自由意志，「沒有所謂認罪、悔罪」問題、「插播無罪」；家屬並要求「在顧及兩岸關係的前提下盡快釋放鍾鼎邦」。 - 營救大隊 發表五點措詞強烈聲明，質疑中国大陆將進行下一步迫害，堅持「鍾鼎邦未釋放之前，陳雲林不用來」。 |
| 51天     | 8/7       | 總統府前凱達格蘭大道--，江陳會前夕，第二次舉辦 營救活動 - 「鍾爸爸要回家！馬總統，你嘛說說話！！父親節前夕凱道集氣聲援行動。」 （页面存档备份，存于） 召開記者會、各界代表輪流自囚於籠、街頭連署、聲援音樂晚會。 - 鍾家家屬 由營救大隊陪同 第三度進入 總統府 陳情，盼政府有實質作為。 民主進步黨主席蘇貞昌在 個人臉書發文 （页面存档备份，存于），要求中国大陆無條件釋放鍾鼎邦，是合理而嚴正的要求，而台灣政府也應向中國大陸提出。 立法委員蔡正元秘密帶鍾妻李雅敏出發江西省南昌，計畫探視鍾鼎邦。 |
| 52天     | 8/8       | 陳雲林8日抵台，兩岸第八次江陳會將召開，預計簽署兩岸投資保障協議。 前民進黨主席蔡英文新聞稿，要求馬英九政府、海基會 在江陳會提出要求「立刻釋放鍾鼎邦」。 民進黨中常會決議，嚴正呼籲中國尊重人權、停止迫害法輪功、立即釋放鍾鼎邦；要求政府在江陳會前對國人明確交代，江丙坤應代表政府嚴正表態。 立委蔡正元辦公室代發「鍾家聲明」，鍾愛表示被冒名、不認同聲明內容。鍾家家屬則驚愕抗議，指立法委員蔡正元未獲鍾家家屬同意，自行和鍾妻前往大陸，並提三點聲明。 陸委會臨時記者會：主委賴幸媛表示，鍾案將有正面、積極發展。 立委蔡正元在大陸表示，鍾妻已在江西和鍾鼎邦單獨會面1小時；新華社在夜間發佈短稿。 營救大隊、法輪功學員、台聯，在陳雲林行程中抗議。 |
| 53天     | 8/9       | 兩岸第八次江陳會首日。 馬英九總統晚上透過發言人范姜泰基，首度具體表態「行政部門協助之外，並要求隨時回報進展，一定要積極爭取，絕不能絲毫鬆懈，讓鍾能早日獲釋、回到台灣。」 鍾家家屬、營救大隊、法輪功學員、台聯，在江陳會外持續要求「立刻無罪釋放」。 |
| 54天     | 8/10      | 兩岸第八次江陳會最後一天，陳雲林離台。 鍾家家屬、營救大隊、法輪功學員、台聯，在江陳會外持續要求「立刻無罪釋放」。 |
| 55天     | 8/11      | 鍾鼎邦獲釋返抵台灣。 |
|          | 8/13      | 鍾鼎邦召開記者會，感謝政府與各界救援。他表示被關押期間受到極大精神壓力，被迫寫下所謂「悔過書」，身不由己編造資料給中国大陆；希望政府能建立起保障民眾赴大陸人身安全的有效機制。 |

## 外部連結
- 專訪：台灣法輪功學員鍾鼎邦遭中共綁架 （页面存档备份，存于）, 公共電視台「有話好說」節目
- 李志德. . 蘋果日報. 2012-08-20. （原始内容存档于2016-03-04） （中文（臺灣））.